# 戸田春子
戸田 春子（とだ はるこ、1908年5月28日 - 没年不詳）は、日本の女優。本名同じ。

## 経歴・人物
茨城県出身。出生は栃木県。
旧制佐藤高等女学校（現在の女子美術大学付属高等学校・中学校）卒業。
1927年に日本映画俳優学校卒業。同年2月、日活大将軍撮影所に入社。現代劇部に所属し、軽喜劇などで三枚目を務めたほか、母親役で出演した。興亜映画を経て、1942年、松竹太秦撮影所所属。1945年、東宝入社。1948年にフリーランスとなり、三元プロ、三木事務所を経て、1968年、天地プロ所属。その後、たつみプロに所属していた。
戦後は山本薩夫監督や今井正監督らの独立プロ映画や東映映画を中心に出演し、脇役、老け役で活躍した。また、テレビドラマにも出演した。
1981年以降の消息は不明である。

## 出演作品

### 映画
- 女優と詩人（1935年、PCL）- お浜
- 薔薇色の道（1935年、日活） - 小母さん
- 第二の母（1936年、日活） - 酒屋のおかみさん
- 蒼氓（1937年、日活） - 三浦の女房
- 裸の町（1937年、日活）
- 母校の花形（1937年、日活） - 上條家女中
- 真実一路（1937年、日活） - 須見少年の母
- 銃後の赤誠（1937年、日活） - 市太郎の母
- 杉狂の催眠術（1938年、日活） - たぬき
- 土（1939年、日活） - 老婆お筆
- ふるさとの風（1943年、松竹） - 村人
- 家（1943年、松竹） - 下女おとめ
- 暖き風（1943年、松竹） - たみ
- 東京五人男（1945年、東宝） - 横山の女房
- 人生とんぼ返り（1946年、東宝） - 馬車挽きの女房
- 戦争と平和（1947年、東宝）
- 野良犬（1949年、東宝） - あづまホテルのマダム
- 空気の無くなる日（1949年、東宝）
- 暴力の街（1950年、大映） - キネ
- また逢う日まで（1950年、東宝）
- 曠野の誓い（1952年、東映） - おかみさん
- 山びこ学校（1952年、八木プロ）
- さくらんぼ大将（1952年、芸苑プロ） - 勝枝叔母さん
- ひめゆりの塔（1953年、東映） - 尾台ツルの母
- 憧れの星座（1953年、東映） - 星の家の女将
- ひろしま（1953年、日教組）
- 雲ながるる果てに（1953年、重宗プロ）
- ともしび（1954年、キヌタプロ）
- 若い人たち（1954年、全国銀行従業員組合） - 下宿のかみさん
- 続続続続 魚河岸の石松 女海賊と戦う（1954年、東映） - うどん屋のお内儀
- 太陽のない街（1954年、新星映画）
- 沙羅の花の峠（1955年、日活）
- 狼（1955年、近代映画協会）
- ここに泉あり（1955年、中央映画） - おかか
- 由起子（1955年、中央映画） - 料理屋の内儀
- 魚河岸の石松 マンボ石松踊り（1955年、東映） - 百姓の老婆
- 女優（1956年、近代映画協会）
- 少年合唱隊（1956年、東映教育）
- 逆襲獄門砦（1956年、東映） - おゆき
- 或る夜ふたたび（1956年、松竹）
- 真昼の暗黒（1956年、現代ぷろ） - 愛子
- 純愛物語（1957年、東映） - 田中の母
- 米（1957年、東映） - 村の農婦
- 爆音と大地（1957年、東映） - おかみさん
- 警視庁物語（東映）
  - 警視庁物語 白昼魔（1957年） - 今川焼屋のおかみ
  - 警視庁物語 上野発五時三十五分（1957年） - おたふくのおかみ
  - 警視庁物語 顔のない女（1959年） - サリイの母
  - 警視庁物語 不在証明（1961年） - 太陽軒の女主人
  - 警視庁物語 十五才の女（1961年） - パン屋のおかみさん
  - 警視庁物語 十二人の刑事（1961年） - 弓子の母・くに
  - 警視庁物語 全国縦断捜査（1963年） - 老女
  - 警視庁物語 行方不明（1964年） - おかみさん
- 海の野郎ども（1957年、日活） - 女人夫
- 黄色いからす（1957年、歌舞伎座）
- 妻と夫がけんかした話（1957年、桜映画社） - お浜さん
- 迷信一家（1957年、東映教育）
- 小さな嘘（1957年、東映教育） - 金太の母
- 二宮尊徳の少年時代（1957年、東映教育） - いね
- ひばりの花形探偵合戦（1958年、東映） - 峠茶屋のお内儀
- 赤い陣羽織（1958年、松竹） - よね
- 森と湖のまつり（1958年、東映） - 花守の婆さん
- 点と線（1958年、東映） - お時の母
- 特ダネ三十時間 拾った牝豹（1959年、東映） - 下宿の小母さん
- 第五福竜丸（1959年、近代映画協会）
- 荷車の歌（1959年、全国農村映画協会） - 西屋の女房
- 素晴らしき娘たち（1959年、東映） - 機屋のおかみ
- 双頭の殺人鬼(1959年、日米合作)   - 掃除婦
- 秘密（1960年、東映） - 太った老婆
- 弾丸大将（1960年、東映） - 善の母
- 台風息子 冒険旅行（1961年、ニュー東映） - 助産婦ウメ婆さん
- 乳房を抱く娘たち（1962年、大映） - 下宿のおばさん
- 海軍（1963年、東映） - 産婆
- にっぽん泥棒物語（1965年、東映） - 歯の治療をする高齢女性
- おんな番外地 鎖の牝犬（1965年、東映） - 有馬女医
- ドレイ工場（1968年、製作委員会） - 昭代
- 地の群れ（1970年、ATG）
- 裸の十九才（1970年、東宝） - 民生委員
- 津軽じょんがら節（1973年、ATG） - 杉本ワキ
- 人妻集団暴行致死事件（1978年、にっかつ） - 小宮かね

### テレビドラマ
- NHK大河ドラマ 太閤記（1965年、NHK） - 老婆
- 快獣ブースカ 第27話「ブースカ対チャメゴン!」（1966年、NTV） - 主婦
- 帰ってきたウルトラマン 第28話「ウルトラ特攻大作戦」（1971年、TBS） - 村人
- 火曜日の女シリーズ / 喪服の訪問者（1971年、NTV）
- 気になる嫁さん 第16話「思う心は一つ」（1972年、NTV） - アパート住人
- 変身忍者 嵐 第32話「妖怪 三十一面相!!」（1972年、MBS） - 旅籠屋の女将
- それぞれの秋（1973年、TBS） - おばさん
- 太陽にほえろ! 第65話「マカロニを殺したやつ」（1973年、NTV） - 煙草屋のおばさん
- 鬼平犯科帳'71 第21話「あいびき」 - おつね
- 特捜最前線 （テレビ朝日、東映）
  - 第36話「乳児誘拐・消えた女の顔」（1977年11月30日）
  - 第137話「誘拐II・果てしなき追跡!」（1979年11月14日） - 行商のおばさん
- 花王愛の劇場 / しづの生涯（1981年、TBS）